# Pijiño
Pijiño är en ort i Colombia.   Den ligger i departementet Magdalena, i den norra delen av landet, 500 km norr om huvudstaden Bogotá. Pijiño ligger 21 meter över havet och antalet invånare är 5 390. Den ligger vid sjöarna  Ciénaga de Pijiño och Ciénaga Palmar.
Terrängen runt Pijiño är mycket platt. Runt Pijiño är det ganska glesbefolkat, med 38 invånare per kvadratkilometer. Närmaste större samhälle är Mompós, 10,1 km söder om Pijiño. Omgivningarna runt Pijiño är en mosaik av jordbruksmark och naturlig växtlighet.